# مقاطعة غودينغ (أيداهو)
مقاطعة غودينغ (بالإنجليزية: Gooding County)‏ هي إحدى مقاطعات ولاية أيداهو في الولايات المتحدة الأمريكية.